# Cybocephalus nanlingensis
Cybocephalus nanlingensis là một loài bọ cánh cứng trong họ Cybocephalidae. Loài này được Tian & Yu miêu tả khoa học năm 1994.